# Kóixtan-Tau
El Kóixtan-Tau (rus: Коштан-тау; en Karatxai-balkar: Къоштан-тау), amb els seus 5.152 msnm, és el cim més alt del massís de Kóictan i el quart d'Europa. Es troba a la part central de les muntanyes del Caucas, a la república de Kabardino-Balkària, a Rússia, prop de la frontera amb Geòrgia. El cim va ser ascendit per primera vegada el 1889 per un equip liderat per Herman Woolley.